# ديك هاتاور
ديك هاتاور (بالإنجليزية: Dick Hightower)‏ هو لاعب كرة قدم أمريكية أمريكي، ولد في 3 أغسطس 1930، وتوفي في 5 ديسمبر 2007 في أوزونا في الولايات المتحدة.